# سان جیووانی ا پیرو
سان جیووانی ا پیرو (به ایتالیایی: San Giovanni a Piro) یک کومونه در ایتالیا است که در استان سالرنو واقع شده‌است. سان جیووانی ا پیرو ۳۷ کیلومتر مربع مساحت و ۳٬۸۶۸ نفر جمعیت دارد.

## نگارخانه

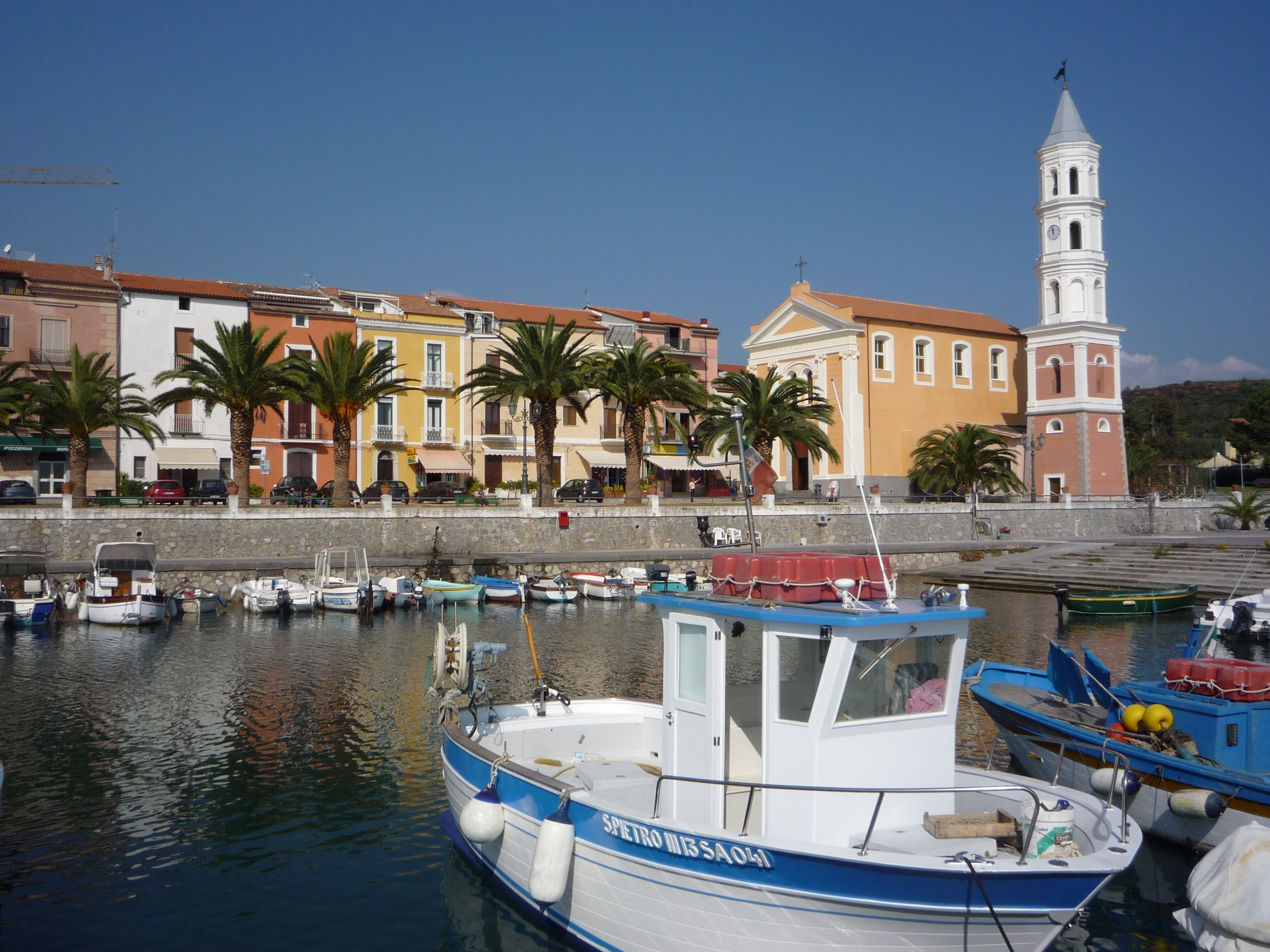
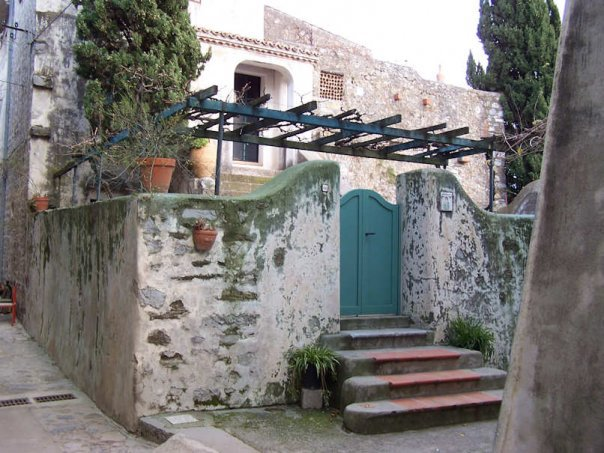